# Тристранна предварителна конференция (1878)
Тристранната предварителна конференция (1878) между Русия, Германия и Австро-Унгария е опит за съгласуване позициите на страните на предстоящия Берлински конгрес на Великите сили след края на Руско-турската война (1877-1878).
Тристранната предварителна конференция между Русия, Германия и Австро-Унгария е свикана по инициатива на Руското правителство. Проведена е във Виена в края на февруари и началото на март 1878 г. на равнище посланици. Участват предтавители на правителствата: Новиков / Русия /, Щолберг / Германия / и граф Дюла Андраши / Австро-Унгария /. Заключителното заседание е на 18 февруари / 2 март 1878 г.
Темата на конференцията е съгласуване позицията на трите страни с оглед подготвяния Берлински конгрес на Великите сили след края на Руско-турската война (1877-1878). Главна пречка за постигане на споразумение е австро-унгарската позиция по Българския въпрос. Граф Андраши счита създаването на Българска държава в определените в Основите на мира територии като нарушение на Райхщадското споразумение между Русия и Австро-Унгария. Според него Българската държава следва да включва само териториите между Стара планина и р. Дунав. Териториите на юг от Стара планина образуват „гръцка“ област. Временното Руско управление в освободените земи се ограничава до 6 месеца.
Поради неотстъпчивостта на автро-унгарския представител, конференцията завършва без резултат. Очертава се рязко, антируска и антибългарска позиция на австро-унгарското правителство. Страните са принудени да преминат към система на двустранни съглашения, които включват Османската империя и Великобритания.